# Shelbourne Football Club

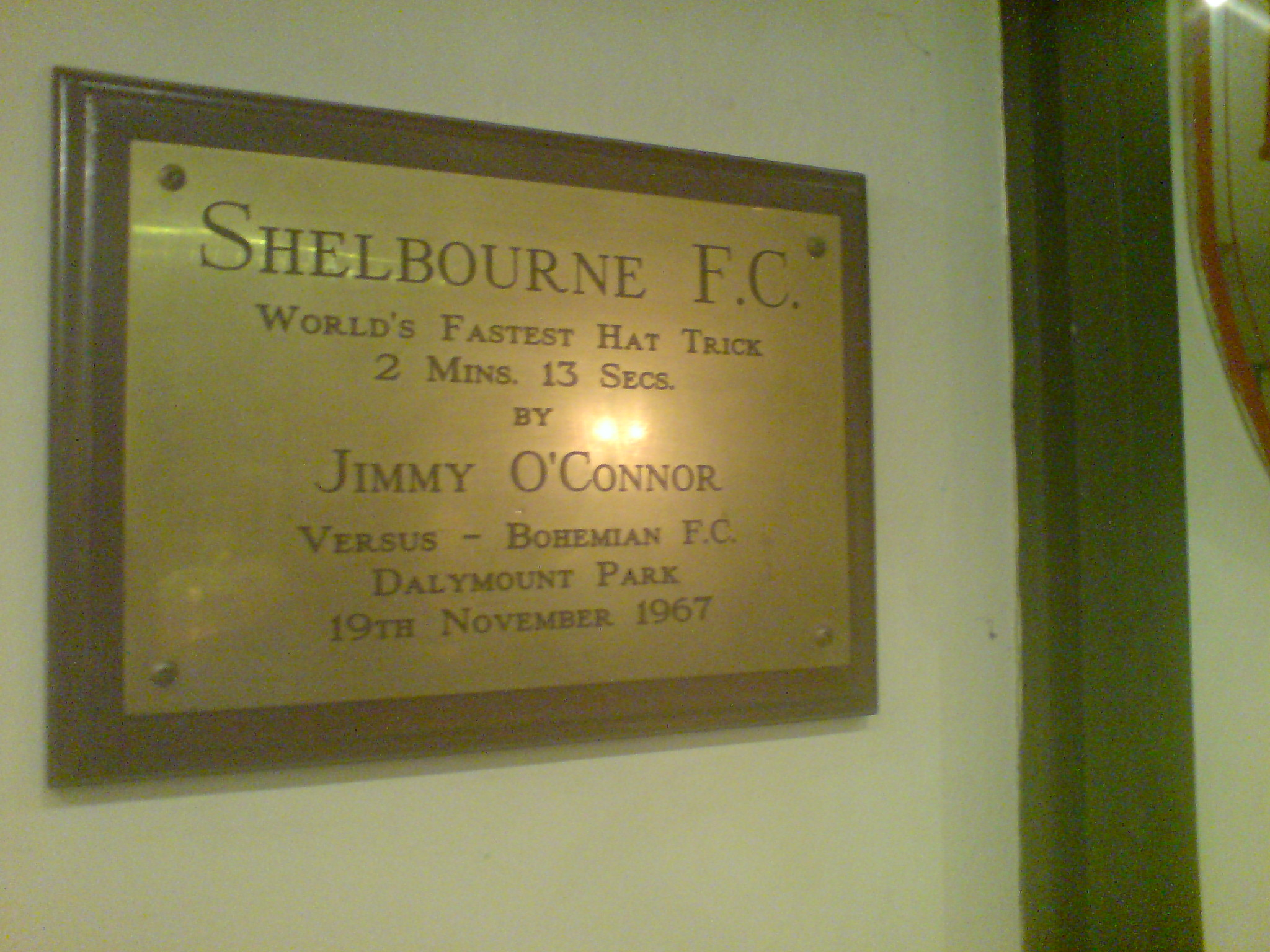
Placa commemorativa a Tolka Park, detallant el hattrick més ràpid de tots els temps fet per Jimmy O'Connor el 19 de novembre de 1967.

El Shelbourne Football Club és un club de futbol irlandès de la ciutat de Dublín.

## Història
El club va ser fundat a Dublín el 1895 i s'integrà a la lliga irlandesa (unificada) el 1904. L'any 1921 fou membre fundador de la lliga de la República d'Irlanda. El 1913/14 establí la seva seu al Shelbourne Park a Ringsend. Entre el 1934 i el 1936 s'anomenà Reds United FC. La temporada 1955/56 l'equip jugà a l'Irishtown Stadium, però la temporada següent s'establí al Tolka Park.
El Shelbourne es proclamà campió de la primera divisió el 2006 però la seva licència fou revocada per la FAI i l'equip fou descendit a segona.

## Jugadors destacats
- Eric Barber
- Louis Bookman
- Jason Byrne
- Peter Desmond
- Tony Dunne
- Bob Fullam
- Stephen Geogeghan
- Eoin Hand
- Owen Heary
- Val Harris
- Joe Haverty
- Bill Lacey
- Jimmy Johnstone
- Paddy Moore
- Tony Sheridan

## Entrenadors destacats
- David Jack, 1953-55
- Gerry Doyle, 1957-1965, 1967-1975
- Eoin Hand, 1993-94
- Pat Fenlon, 2002-2006

## Palmarès
- Lliga irlandesa de futbol (14): 1925-26, 1928-29, 1930-31, 1943-44, 1946-47, 1952-53, 1961-62, 1991-92, 1999-2000, 2001-02, 2003, 2004, 2006, 2024
- Copa irlandesa (unificada) (3): 1906, 1911, 1920
- Copa irlandesa de futbol (7): 1939, 1960, 1963, 1993, 1996, 1997, 2000
- Gold Cup (1): 1914-15
- Copa de la Lliga irlandesa de futbol (1): 1995-96
- League of Ireland Shield (8) : 1922, 1923, 1926, 1930, 1944, 1945, 1949, 1971